# Campeonato Carioca de Futebol de 2010
O Campeonato Carioca de Futebol de 2010 foi a 113.ª edição da principal divisão do futebol no Rio de Janeiro. A disputa ocorreu entre 16 de janeiro e 28 de abril e o regulamento foi similar ao dos anos anteriores. O Botafogo conquistou o campeonato após vencer o Flamengo por 2–1 na final da Taça Rio.

## Regulamento
Assim como nas últimas edições anteriores, os participantes foram divididos em dois grupos. Na primeira fase (Taça Guanabara), os times jogaram dentro de seus grupos e o primeiro de um grupo enfrentou o segundo do outro numa semifinal. Os vencedores foram para a final do turno, o vencedor dessa final, Botafogo, tornou-se o campeão da Taça Guanabara de 2010.
Na segunda fase (Taça Rio), os times jogaram contra os do outro grupo, embora a classificação tenha sido dentro de cada grupo. O primeiro de um grupo enfrentou o segundo do outro numa semifinal. Os vencedores se enfrentaram na final do turno, o vencedor do confronto foi declarado o campeão da Taça Rio de 2010, novamente o Botafogo.
Se os vencedores de cada turno fossem diferentes, teriam disputam entre si dois jogos finais, que estabeleceriam o campeão carioca. Entretanto, o Botafogo ganhou as duas fases, sendo declarado campeão automaticamente. O campeão e o vice-campeão do campeonato tem o direito de disputar a Copa do Brasil de 2011, desde que não estejam participando da Copa Libertadores da América.

### Critérios de desempate
Para o desempate entre duas ou mais equipes seguiu-se a ordem definida abaixo:
1. Número de vitórias
2. Saldo de gols
3. Gols marcados
4. Número de cartões amarelos e vermelhos
5. Sorteio

## Participantes
| Equipe           | Cidade                | Em 2009          | Estádio             | Capacidade | Títulos             |
| ---------------- | --------------------- | ---------------- | ------------------- | ---------- | ------------------- |
| America          | Rio de Janeiro        | 1º (2ª divisão)  | Giulite Coutinho    | 16.000     | 7 (último em 1960)  |
| Americano        | Campos dos Goytacazes | 10º (1ª divisão) | Godofredo Cruz      | 9.300      | 0 (não possui)      |
| Bangu            | Rio de Janeiro        | 6º (1ª divisão)  | Moça Bonita         | 9.564      | 2 (último em 1966)  |
| Boavista-RJ      | Saquarema             | 9º (1ª divisão)  | Eucyr Resende       | 6.000      | 0 (não possui)      |
| Botafogo         | Rio de Janeiro        | 2º (1ª divisão)  | Engenhão            | 45.000     | 18 (último em 2006) |
| Duque de Caxias  | Duque de Caxias       | 13º (1ª divisão) | Marrentão           | 7.000      | 0 (não possui)      |
| Flamengo         | Rio de Janeiro        | 1º (1ª divisão)  | Maracanã            | 82.238     | 31 (último em 2009) |
| Fluminense       | Rio de Janeiro        | 4º (1ª divisão)  | Maracanã            | 82.238     | 30 (último em 2005) |
| Friburguense     | Nova Friburgo         | 7º (1ª divisão)  | Eduardo Guinle      | 6.550      | 0 (não possui)      |
| Macaé            | Macaé                 | 5º (1ª divisão)  | Godofredo Cruz      | 9.300      | 0 (não possui)      |
| Madureira        | Rio de Janeiro        | 12º (1ª divisão) | Conselheiro Galvão  | 5.062      | 0 (não possui)      |
| Olaria           | Rio de Janeiro        | 2º (2ª divisão)  | Rua Bariri          | 8.300      | 0 (não possui)      |
| Resende          | Resende               | 8º (1ª divisão)  | Trabalhador         | 4.600      | 0 (não possui)      |
| Tigres do Brasil | Duque de Caxias       | 11º (1ª divisão) | Los Larios          | 8.000      | 0 (não possui)      |
| Volta Redonda    | Volta Redonda         | 14º (1ª divisão) | Raulino de Oliveira | 20.255     | 0 (não possui)      |
| Vasco da Gama    | Rio de Janeiro        | 3º (1ª divisão)  | São Januário        | 24.584     | 22 (último em 2003) |